# Hieracium monregalense
Hieracium monregalense là một loài thực vật có hoa trong họ Cúc. Loài này được Burnat & Gremli mô tả khoa học đầu tiên năm 1883.